# アムールカナヘビ
アムールカナヘビ（Takydromus amurensis）は、爬虫綱有鱗目トカゲ亜目カナヘビ科クサカナヘビ属に分類されるカナヘビ。

## 分布
種小名amurensisは「アムール産の」を意味する。
韓国、中国北東部、朝鮮民主主義人民共和国、日本（対馬）、ロシア（沿海地方）

## 形態
全長22-26cm。尾は全長の3/2を占める。体色は背面は褐色で、黒い斑点がある。腹面は淡黄色。太腿部内側の鱗にある穴（大腿孔）は4対。

## 生態
草原、荒地等に生息する。性質は臆病で危険を感じると茂みや石の下等に素早く逃げる。
食性は肉食性で昆虫類、節足動物等を食べる。
繁殖形態は卵生で、日本では4-8月に1回に1-2個の卵を数回に分けて地中に産む。

## 人間との関係
ペットとして飼育されることもある。
開発による生息地や獲物の減少により生息数が減少している。